# 24292 Susanragan
24292 Susanragan è un asteroide della fascia principale. Scoperto nel 1999, presenta un'orbita caratterizzata da un semiasse maggiore pari a 3,0884875 UA e da un'eccentricità di 0,0541748, inclinata di 5,77282° rispetto all'eclittica.